# Javier Barrero
Pour les articles homonymes, voir Barrero.
Jaime Javier Barrero López, né le 18 septembre 1949 à Sotillo de la Adrada dans la province d'Ávila en Castille et León et mort le 3 mai 2022 à Huelva, est un homme politique espagnol.
Javier Barrero est licencié en droit, et avocat de formation. Membre du parti socialiste, dont il est aujourd'hui membre du bureau exécutif national, il entre au Congrès des députés en 1982 pour la deuxième législature. Il a depuis lors été réélu à chaque élection générale, en 1986, 1989, 1993, 1996, 2000, 2004 et 2008.
Au sein de la chambre basse des Cortes Generales, il exerce diverses fonctions d'importance. Il est premier secrétaire du Congrès des députés, premier secrétaire de la députation permanente, premier secrétaire du bureau du Congrès, ainsi que de la commission du règlement. Il siège par ailleurs à la commission de la Justice.